# Joan Roughgarden
Joan Roughgarden (Paterson, 13 de març de 1946) és un ecologista i biòleg evolucionista nord-americana. S'ha dedicat a la teoria i l'observació de la coevolució i la competència en llangardaixos Anolis del Carib, i la limitació del reclutament a les zones intermareals rocoses de Califòrnia i Oregon. Més recentment s'ha fet coneguda pel seu rebuig a la selecció sexual, el seu evolucionisme teista i el seu treball sobre l'evolució holobiont.

## Vida personal i educació
Roughgarden va néixer a Paterson, Nova Jersey, Estats Units. Va rebre una llicenciatura en ciències i biologia (amb Distinció i Phi Beta Kappa) i una llicenciatura en arts i filosofia amb els màxims honors de la Universitat de Rochester el 1968 i més tard un doctorat en biologia per la Universitat Harvard el 1971. El 1998, Roughgarden va declarar-se com a transgènere i va canviar el seu nom per Joan, fent una publicació al seu lloc web en el seu 52è aniversari.

## Carrera professional
Roughgarden va treballar com a instructor i professor ajudant de biologia a la Universitat de Massachusetts Boston de 1970 a 1972. El 1972 es va incorporar a la facultat del Departament de Biologia de la Universitat Stanford. Després d’assolir la categoria de professora titular, es va jubilar l’any 2011 i va ser nomenada professora emèrita. Va ser fundadora i directora del programa Earth Systems a la Universitat Stanford, i ha estat reconeguda amb diversos premis pel seu compromís amb l’ensenyament de grau. El 2012 es va traslladar a Hawaii, on es va convertir en professora adjunta a l'⁣Institut de Biologia Marina de Hawaii. En la seva carrera acadèmica, Roughgarden va assessorar 20 estudiants de doctorat i 15 becaris postdoctorals.
Roughgarden és autora de llibres i més de 180 articles científics. A més d'un llibre de text sobre teoria ecològica i evolutiva l'any 1979, Roughgarden ha dut a terme estudis ecològics de camp amb sargantanes del Carib i amb percebes i les seves larves al llarg de la costa de Califòrnia. El 2015, va escriure la novel·la de ficció Ram-2050, un relat de ciència-ficció relatant Ramayana.

## Recerca

### Anoles del Carib i competició interespecífica
Els primers treballs de Roughgarden a les dècades de 1970 i 80 van ajudar a desenvolupar els llangardaixos Anolis del Carib com a sistema model important per a l'evolució i l'ecologia. Per exemple, va utilitzar experiments de tancament de dues espècies en dues illes del Carib per demostrar la força creixent de la competència interespecífica a mesura que disminueix la partició dels recursos: un principi central per a la teoria de la competència. Així, el sistema Anolis va proporcionar un primer exemple d'una retroalimentació eco-evolutiva, i amb el desenvolupament posterior de Jonathan Losos i altres, s'ha convertit en un exemple important de radiació adaptativa.

### Barnacles i limitació de contractació
Després d'establir un laboratori a l'estació marina de Hopkins, Roughgarden va intentar ampliar el seu enfocament de combinar la investigació teòrica amb la de camp mitjançant l'estudi dels percebes de gla intermareal (Balanus i Chthamalus spp). Treballs anteriors de Joseph Connell, Bob Paine i altres havien suggerit que la zonació característica de les comunitats intermareals rocoses estava estructurada predominantment per la depredació, (per exemple per les estrelles marines Pisaster) i per la competència, on les espècies dominants de Balanus van desplaçar les espècies de Chthamalus cap a les zones intermareals altes. Juntament amb el seu alumne, Steve Gaines, Roughgarden va demostrar que aquestes interaccions interespecífiques eren més importants a les localitats i comunitats intermareals amb una alta densitat de percebes, com els que Connell i altres havien estudiat a Escòcia. A Hopkins, a Califòrnia central, però, la densitat de percebes era menor i la quantitat d'espai lliure s'explicava millor per polsos periòdics de reclutament de larves. Juntament amb el seu alumne Sean Connolly, va demostrar —tant mitjançant observacions empíriques com a través de models teòrics— que el gradient latitudinal de l’aflorament al llarg de la costa oest d’Amèrica del Nord generava un reclutament molt dens de percebes al nord (Oregon i Washington), on l’aflorament era dèbil, i un reclutament escàs al sud (Califòrnia), on aquest era més fort. Això al seu torn explicava per què els estudis de camp al nord havien trobat que les interaccions interespecífiques eren importants, mentre que els seus propis estudis de camp al sud havien trobat que el reclutament de larves era el més important per estructurar les poblacions intermareals. Aquesta síntesi enginyosa va contribuir decisivament a un canvi de paradigma en l’ecologia marina, posant l’accent en la dispersió i la dinàmica de reclutament larvari per damunt de les interaccions entre adults. Aquest enfocament va afavorir l’ús de models demogràfics basats en poblacions obertes, alimentades pel reclutament de larves provinents de localitats llunyanes, una perspectiva que va dominar el camp al llarg de la dècada de 1990.

### Crítica a la selecció sexual
Al voltant del moment de la seva transició, Roughgarden va començar a canviar el seu enfocament de recerca a la teoria de Darwin de la selecció sexual. En el seu llibre de 2004, Evolution's Rainbow, Roughgarden analitza com la biologia pot influir en la sexualitat humana i la identitat de gènere i explora la diversitat substancial dels sistemes d'aparellament i la sexualitat a tot el regne animal, amb l'objectiu d'entendre les categories sexuals humanes com ara gai, lesbiana i trans. En aquest llibre i en altres articles al mateix temps, va oferir crítiques a la teoria de la selecció sexual proporcionant exemples d'espècies que s'allunyen de les seves prediccions (com el comportament homosexual en bonobos, elefants i llangardaixos), així com destacant les contradiccions entre la teoria genètica de la població i la teoria de la selecció sexual. També va proporcionar els inicis d'una teoria alternativa a la selecció sexual anomenada selecció social, que descriu com centrada en la selecció natural basada en la producció de descendència diferencial, on la selecció sexual se centra en l'èxit d'aparellament diferencial.
Un article de 2006 a la revista Science amb el seu estudiant Erol Akçay i Meeko Oishi, va presentar formalment la teoria de la selecció social en termes de teoria de jocs. Beyond the Nash Competitive Equilibrium (NCE) importat a la biologia evolutiva per John Maynard Smith com a Evolutionary Stable Strategy, Roughgarden et al. discutir la Nash Bargaining Solution (NBS), que existeix com una alternativa a la NCE a la qual s'arriba a través de la negociació. Quan juga en temps de desenvolupament (a diferència del temps evolutiu), un jugador de joc que pot perdre la forma individual en un NCE en relació amb el seu competidor pot establir un punt d'amenaça prometent jugar una estratègia subòptima. Mitjançant la negociació, per exemple mitjançant un pagament secundari, els jugadors poden arribar a un NBS jugant a estratègies mixtes a través de jocs repetits que maximitzen així l'aptitud de l'"equip" cooperatiu (que està format per tots dos jugadors) en lloc de per a qualsevol jugador. Roughgarden et al. Proporcioneu diversos exemples de com seria aquest joc cooperatiu a la natura i, a continuació, definiu la teoria evolutiva de la selecció social com aquella que considera aquests jocs cooperatius en equip en el nivell de desenvolupament com a estat primitiu, amb el conflicte sexual com a estat derivat. Argumenten que la teoria de la selecció social s'exclou mútuament amb la teoria evolutiva de la selecció sexual, que tracta el conflicte sexual com l'estat primitiu i la cooperació sexual com a derivada.
Després de l'article de Science, quaranta científics van produir deu cartes crítiques afirmant que l'article era enganyós, que contenia malentesos i tergiversacions, que la selecció sexual explicava totes les dades presentades i subsumia l'anàlisi teòrica de Roughgarden i que la selecció sexual explicava dades que la seva teoria no podia. Troy Day va afirmar que "molta gent pensava que això era una ciència completament deficient i una beca deficient, tot motivat per una agenda personal". Roughgarden va declarar que "no estava del tot sorprès" pel volum de la dissidència i que la seva teoria no era una extensió de la teoria de la selecció sexual.
Tim Clutton-Brock, de la Universitat d'Oxford, va escriure una refutació més detallada a Science el 2007, en la qual admet el punt que els mascles poden participar en la selecció sexual de les femelles, fins i tot en espècies on la proporció de sexe operativa està esbiaixada cap als mascles, afirmant: "En conseqüència, les explicacions satisfactòries de l'evolució de les diferències de sexe requereixen una comprensió tant de la selecció sexual de les femelles com dels homes". No obstant això, Clutton-Brock conclou que la selecció sexual és un marc teòric sòlid, sense abordar mai la distinció teòrica en la polaritat de la cooperació intersexual i el conflicte destacada per Roughgarden i altres.
En el seu llibre de 2009 The Genial Gene, Roughgarden continua construint un cas contra la teoria de la selecció sexual i presentant la teoria de la selecció social com una alternativa. El llibre es titula com a resposta al llibre popular, The Selfish Gene, de Richard Dawkins, que exposa el que Roughgarden descriu una visió "neospenceriana" de la natura "vermell amb dents i urpes" en la qual dominen la competència i el conflicte. A The Genial Gene, després d'una secció inicial que defineix i ataca la selecció sexual, seguida d'una definició de selecció social com aquella basada en diferències en la producció de descendència, en lloc de diferències en l'èxit d'aparellament.
Una segona secció se centra en la base genètica de la selecció social. El primer capítol aborda com va evolucionar la reproducció sexual, en primer lloc, i defensa la hipòtesi de la cartera de Roughgarden, que subratlla que la reproducció sexual crea diversitat genètica a través de la recombinació, a diferència del trinquet de Muller, més afavorit, que subratlla que el sexe elimina mutacions nocives mitjançant la recombinació. El segon capítol explica la distribució binària dels tipus de gàmetes (esperma vs. òvul) com una estratègia per maximitzar el contacte gamètic, més que com a resultat d'estratègies gamtiques conflictives. Un darrer capítol argumenta que l'hermafroditisme, més que el gonocorisme, és l'estat primitiu de la sexualitat.
La tercera secció adopta un enfocament de dos nivells per desenvolupar la teoria de la selecció social. Un nivell de comportament se centra en la teoria de jocs i les solucions de negociació de Nash, tal com es descriu al seu article de 2006. Tot seguit, s’hi descriu un segon nivell genètic de la població, que emergeix com a resultat de múltiples repeticions del nivell de comportament. El llibre conclou amb una llista de 26 fenòmens que, segons Roughgarden, són interpretats de manera diferent per la teoria de la selecció sexual i que troben una explicació més encertada en la teoria de la selecció social. L’autora sosté que la teoria de la selecció sexual es fonamenta en una visió del comportament natural basada en el gen egoista, la competència i l’engany, mentre que la teoria de la selecció social parteix de valors com el treball en equip, l’honestedat i la igualtat genètica. A partir del 2012, ha continuat investigant si la selecció social, més que la selecció sexual, pot ser un motor evolutiu més rellevant per a espècies colonials, com els coralls, i fins i tot per als humans.
La crítica de Roughgarden a la selecció sexual ha estat rebutjada per la comunitat científica, i els seus articles sobre això han rebut poques cites a la literatura científica. En una entrevista del 2019, va declarar que "la majoria dels biòlegs es mantenen a la defensiva de la teoria de la selecció sexual".
El 2013, Roughgarden va finançar una reunió de catàlisi al Centre Nacional de Síntesi Evolutiva amb l'objectiu de debatre i revisar "l'estat dels estudis de selecció sexual i indicar reptes i direccions futures". El grup va lluitar per arribar a una definició consensuada de selecció sexual, però un subgrup va oferir una definició que per primera vegada diferenciava explícitament la selecció de fecunditat per a la selecció sexual sensu stricto.

### Evolució teista
Roughgarden ha escrit sobre la relació entre el cristianisme i la ciència. El seu llibre Evolution and Christian Faith: Reflections of an Evolutionary Biologist presenta passatges de les escriptures que emfatitzen la seva creença que la Bíblia no entra en conflicte amb la biologia evolutiva i relaciona el cristianisme i l'evolució afirmant que tota la vida està interconnectada, ja que els membres d'una comunitat de fe estan connectats. Roughgarden s'oposa al creacionisme i al disseny intel·ligent, però afirma la seva creença en la implicació de Déu en l'evolució. Va ser ponent al simposi Beyond Belief el 2006.

### Evolució holobiont
Com a professora emèrita, Roughgarden va centrar la seva atenció en el concepte emergent de l'holobiont, que va definir com "un hoste animal o vegetal juntament amb tots els microbis que hi viuen o en ell, exosimbionts i endosimbionts, respectivament", comunitats microbianes (és a dir, el microbioma) d'un hoste a examinar. L'estreta associació entre el microbioma i el seu hoste ha fet que molts suggereixin que l'holobiont pot ser una unitat evolutiva de selecció, en la qual la combinació dels gens de l'hoste amb els del seu microbioma produeixen un genoma estès, o hologenoma. Tanmateix, el concepte d'hologenoma ha estat criticat perquè els microbiomes normalment no es transmeten verticalment de pares a fills, violant així el que es creu comunament que és un dels principis clau de la selecció natural: la variació heretada de manera mendeliana.
Juntament amb altres defensors del concepte holobiont, Roughgarden va escriure una revisió el 2018 del tema en què van examinar l'evidència de l'holobiont com a entitat biològica. Van considerar l'estreta integració de components fisiològics, de desenvolupament, reproductius i fins i tot immunològics entre els simbionts hoste i microbians per proporcionar una base per a aquest concepte. Per exemple, la llet de les mares de mamífers conté sucres que semblen ser en benefici dels simbionts microbians, perquè no poden ser metabolitzats pel nounat. També citen l'adquisició horitzontal d'ADN que codifica per a la sincitina, una proteïna que permet la formació de la placenta, com un pas clau en l'evolució dels mamífers placentaris, que també demostra l'evolució adaptativa a l'holobiont.
En aquesta revisió, Roughgarden comença a dibuixar un model genètic poblacional de l'evolució dels holobionts, que conté una espècie hoste i un únic simbiont microbià, i en el qual la selecció es basa només en el nombre de còpies del genoma del simbiont adquirit per l'hoste. El model conté tres processos seqüencials per generació: els microbis es poden moure entre hostes, poden proliferar dins dels hostes i els holobionts poden sobreviure o morir depenent del nombre de simbionts adquirits. Aquest model va ser suficient per demostrar que, amb la transmissió vertical, un simbiont perjudicial reduirà el nombre d'holobionts (i simbionts), mentre que un simbiont beneficiós tendirà a augmentar la mida d'ambdós grups. Tanmateix, la transmissió horitzontal "uneix la col·lecció de microbiomes en un sistema unificat, una metacomunitat, en lloc d'una col·lecció de comunitats independents".
Roughgarden va seguir aquesta revisió amb dos articles que van concretar encara més el seu model d'evolució holobiont. El primer va demostrar que, quan els microbis colonitzen els hostes seguint una distribució de Poisson, la transmissió horitzontal encara pot conduir a l'evolució dels holobionts quan els simbionts beneficiosos augmenten l'èxit dels seus hostes i, per tant, inunden la font microbiana (el cas invers amb els microbis paràsits també és cert). Ella anomena aquest fenomen "herència col·lectiva" en oposició a l'herència mendeliana lineal. El segon article afegeix una segona espècie microbiana al model, així com un "paràmetre de colonització" d, que determina parcialment el paràmetre de taxa de Poisson. El paràmetre d aproxima la densitat de la soca del simbiont al voltant de l'hoste, o la selectivitat de l'hoste per a l'espècie del simbiont, depenent del context. Com que la colonització microbiana de l'amfitrió segueix una distribució de Poisson, no hi ha cap anàleg de Hardy-Weinberg i la selecció direccional tendeix a ser més difusa del que s'esperava en transmissió vertical. A continuació, raona a partir d'aquest model de dos microbis que és probable que l'amfitrió utilitzi anticossos i "probodies" per modular d per a cada espècie microbiana, de fet, orquestrant coses de manera que només els microbis que proporcionen una quantitat mínima d'altruisme cap al seu hoste es permetin romandre en simbiosi amb l'hoste. Des del punt de vista del microbi, aquelles espècies que proporcionen la mínima quantitat d'altruisme per netejar el llindar de l'hoste tendiran a superar les que en proporcionen més. Aquest article demostra acuradament que aquest procés de selecció d'espècies orquestrada per l'amfitrió és conceptualment diferent de la coevolució o la selecció multinivell i pot predir i explicar l'estreta integració dels hostes i els seus simbionts microbians que es troben a tot l'arbre de la vida eucariota.

## Premis i honors
- Stonewall Book Award, 2005[38]
- Center Fellow, National Center for Ecological Synthesis and Analysis, University of California (Santa Barbara), 1998[2]
- Dinkelspiel Award for Undergraduate Teaching, Stanford University,[39] in 1995
- Visiting research fellow at the Merton College, University of Oxford, in 1994
- Elected Fellow of the American Academy of Arts and Sciences in 1993
- Fellow of Guggenheim Foundation in 1985
- University Fellow, Stanford University in 1978

Roughgarden ha estat editor associat de diverses revistes acadèmiques, com ara Philosophy and Theory in Biology (des de 2008), American Naturalist (1984–1989), Oecologia (1979–1982) i Theoretical Population Biology (1975–1986). Va ser la vicepresidenta i presidenta de la Secció d'Ecologia Teòrica de la Societat Ecològica d'Amèrica durant el període 2002-2003. Ha estat membre de la Junta d'Organitzacions sense ànim de lucre per a la Societat Oceànica (San Francisco), el Comitè de la Junta Assessora Científica de l'EPA per a la valoració de la protecció de sistemes i serveis ecològics i els consells assessors científics de la Xarxa de Conservació de l'Oceà Pacífic (Califòrnia) i el Santuari Marí Nacional de les Illes del Canal (Santa Bàrbara).